# Невротехнология
Невротехнология е специализирана медицинска техника и технология, която изследва ума, мозъчната дейност и различни аспекти на съзнанието, мисълта и висшата активност на ума, и така невролозите имат способността на базата на направените изследвания и изводи да се въздействат, повлияват положително и лекуват. Това включва технологии, които имат предназначението да подобрят и поправят мозъчната функция, и които позволяват на изследователи и клиницисти да визуализират мозъка и мозъчната дейност.

## Произход
Полето на невротехнологията съществува в действителност от почти половин век, но едва в последните 20 години има истинско развитие. Изобретяването на невровизуализацията прави революция в научното поле, позволявайки на изследователите директно да наблюдават активността на мозъка по време на медицинска визуализация.
Невротехнологията има значимо влияние върху обществото, макар нейното присъствие да е толкова обичайно, че много да не осъзнават нейната вездесъщост. От фармакологични лекарства до сканиране на мозъчната дейност, невротехнологията влияе върху всички индустриализирани хора, независимо дали директно или индиректно, от лекарства за депресия, сън, ХРНВ или анти-невротици, като се стигне и до сканиране за рак, рехабилитация на инсулт, и много други. Със задълбочаване на изследванията в полето то потенциално ще позволи на обществото да контролира и овладее знанието за това, как работи мозък и как това влиея върху моделите на живот и личностните характеристики. Всекидневни технологии вече се опитват да правят това, игри като BrainAge, и програми като Fast ForWord се стремят да подобрят мозъчната функция и представляват невротехнология.
Модерната невронаука днес може да покаже изображения на почти всички аспекти на мозъка, както и да контролира до определена степен функцията на мозъка. Тя може да контролира депресия, прекомерна активация, проблеми със съня и много други състояния. Терапевтично може да помогне на жертви на инсулт с моторни нарушения в координацията, да подобри функционирането на мозъка, да намали епилептични епизоди (виж епилепсия), да подобри пациенти с дегенеративни моторни заболявания (Паркинсон, Хънтингтън, АЛС) и дори може да подобри перцепцията на фантомна болка. Развитието в полето обещава за много нови въведения и рехабилитационни методи за пациентите с неврологични проблеми. Невротехнологичната револяция дава началото на инициативата Десетилетие на Ума, стартирала през 2007. То също така дава възмоност за разкриване на механизмите, чрез които ума и съзнанието произтичат от мозъка.

## Текущи технологии
Изобразяване с
- Магнитно-резонансна томография
- Компютърна томография
- Позитронно-емисионна томография

Диагностика чрез измервания на повърхността на черепа
- Електроенцефалография
- Магнитоенцефалография

Имплантни технологии
Невроустройства са механични устройства, които измерват и регулират мозъчната активност. Понастоящем са налице няколко в клинична употреба за лечение на болест на Паркинсон. Повечето невроустройства са стимулатори в дълбочина на мозъка (ДСМ), които се използват, за да дават електро-стимулация на области, които са поразени от неактивност. Известно е, че болест на Паркинсон може да бъде причинена от неактивност на базални ганглии (нуклеи) и в последно време ДСМ се смята за предпочитана форма за лечение на Паркинсон, макар че изследвания от последно време поставят под въпрос ефикасността на ДСМ за заболявания на двигателните функции.
Невромодулацията е относително ново поле, което комбинира употребата на невроустройства и неврохимия. Основата на това поле е, че мозъкът може да се регулира като се използват множество фактори (метаболични, електрическа стимулация, физиологични) и че всички те могат да бъдат модулирани от устройства, които са имплантирани в невронната мрежа. Невромодулацията представлява нов тип на технологична интеграция в полето на невротехнологията.
Клетъчна терапия
Изследователите търсят начин за употреба на стволови клетки в мозъка. Голям брой изследвания са направени, за да се определи дали тази форма на терапия може да се използва широко. При експерименти успешно са използвани стволови клетки в мозъка на деца, които са пострадали и получили наранявания при бременността и по-възрастни хора с дегенеративни заболявания с цел да се предизвика производството на нови клетки в мозъка и създаване на връзки между невроните.
Фармацевтика
Фармацевтиката играе основна роля за поддържането на стабилна мозъчна химия и е най-често използваната невротехнология от общата публика и медицината.